# There's One Born Every Minute
There's One Born Every Minute es una película estadounidense de 1942 de Universal Pictures dirigida por Devin Grady. Es la película debut de Elizabeth Taylor.

## Elenco
- Hugh Herbert	... 	Lemuel P. Twine / Abner Twine / Coronel Cladius Zebediah Twine
- Peggy Moran	... 	Helen Barbara Twine
- Tom Brown	... 	Jimmy Hanagan
- Guy Kibbee	... 	Lester Cadwalader, Sr.
- Catherine Doucet	... 	Minerva Twine
- Edgar Kennedy	... 	Mayor Moe Carson
- Gus Schilling	... 	Professor Asa Quisenberry
- Elizabeth Taylor	... 	Gloria Twine
- Charles Halton	... 	Trumbull
- Renie Riano	... 	Miss Aphrodite Phipps
- Carl Switzer	... 	Junior Twine (como Alfalfa Switser)
- Mel Ruick	... 	Anunciador de Radio (como Melville Ruick)